# Eriphus metallicus
Eriphus metallicus är en skalbaggsart som beskrevs av Dmytro Zajciw 1960. Eriphus metallicus ingår i släktet Eriphus och familjen långhorningar. Inga underarter finns listade i Catalogue of Life.